# Juan Domínguez (Fußballspieler, 1986)
Juan Guillermo Domínguez Cabezas (* 17. Dezember 1986 in El Cerrito) ist ein kolumbianischer Fußballspieler.

## Karriere

### Verein
Juan Domínguez, auch Carachito genannt, begann seine Profikarriere 2005 bei Deportivo Cali, für das er bereits in der Jugend gespielt hatte. Zunächst wurde er an Real Cartagena ausgeliehen, das in der Finalización 2005 die Vizemeisterschaft hinter Deportivo Cali erreichte. Zurück bei Cali spielte er weitere vier Jahre beim Klub und wechselte dann zum Millonarios FC. Nach seinen guten Leistungen absolvierte der Außenverteidiger ein Probetraining beim spanischen Verein Espanyol Barcelona, allerdings zog es Domínguez im Juli 2011 zu Estudiantes de La Plata nach Argentinien. Nach einer Leihe zu den Newell’s Old Boys unterschrieb der Defensivakteur beim chilenischen Rekordmeister CSD Colo-Colo, kehrte aber noch 2013 nach Kolumbien zurück, wo er mehrere Jahre für Atlético Junior auflief.
2017 kehrte Domínguez zum Millonarios FC zurück und lief für zweieinhalb Jahre für den Klub aus der Hauptstadt Bogotá auf. Der Verteidiger lehnte eine Verlängerung seines Vertrages ab und lief in den Folgejahren für Alianza Petrolera, Cortuluá und Boca Juniors de Cali auf. Seit 2023 steht Carachito beim Zweitligisten Llaneros FC unter Vertrag.

## Erfolge
Deportivo Cali
- Kolumbianischer Pokalsieger: 2010

Millonarios
- Kolumbianischer Meister: 2017 Finalización
- Kolumbianischer Pokalsieger: 2011
- Kolumbianischer Supercup-Sieger: 2018

Junior
- Kolumbianischer Pokalsieger: 2015

## Sonstiges
Sein älterer Bruder Álvaro ist ebenfalls Profifußballspieler gewesen, der unter anderem für den FC Sion und das kolumbianische Nationalteam spielte.